# Piasecki HRP Rescuer
Piasecki HRP Rescuer je američki transportni ili spasilački helikopter s dva tandem-rotora. Dizajnirao ga je Frank Piasecki a izrađivan je u tvrtci "Piasecki helikopter" (Philadelphia, (Pennsylvania) i obližnjem Mortonu, (Pennsylvania)). Piasecki PV-3 je u  Ratnoj mornarici SAD-a,  Obalnoj straži SAD-a i Korpusu mornaričkog pješaštva SAD-a  
vođen kao HRP-1 Rescuer. Poboljšana PV-17 inačica kasnije je izrađivana kao HRP-2. Kao jedan od prvih transportnih helikoptera u vojnoj uporabi, HRP-1 je mogao uz dva člana posade nositi 8-10 putnika ili 907 kg tereta.

## Razvoj
Prototip helikoptera (iako je Piaseckieva oznaka bila je PV-3, bio je poznatiji po nazivu 'The Dogship' kako ga je zvalo osoblje koje ga je testiralo) prvi je put poletio u Mortonu, Pennsylvania u ožujku 1945., kao rezultat razvojnog ugovora potpisanog s  Ratnom mornaricom SAD-a u veljači 1944. godine. Dogship je bio helikopter s dva glavna tamdem-rotora i s fiksnom tricikl podvozjem, pokretan s 600 KS (447 kW) Pratt & Whitney R-1340-AN-1 motorom. Kako bi se osiguralo da rotori ne bi došli u istu putanju, stražnji kraj trupa helikoptera zakrivljen je prema gore, tako da je putanja stražnjeg rotora bila viša od prednjeg rotora. Ovaj raspored tandem-rotora patentirao je Drago Jovanović. Trup helikoptera bio je izrađen od čeličnih cijevi, povezanih s drvenim rebrima i prekriven impregniranim platnom.
Nakon niza incidenata prototipa, uključujući i kvarove reduktora, utvrđeno je kako korištenje automobilskih dijelova nisu dovoljno snažno za prijenos snage motora koje nameće let kod helikoptera tako da su se na prototipovima koji su slijedili nakon rata koristile jače komponente. Slijedila su dva helikoptera oznake XHRP-1, od kojih je jedan služio kao statički ispitni zrakoplov a drugi je bio korišten za razvoj letenja.

## Operativna povijest
Kao prvi operativni američki vojni helikopter sa značajnim prijevoznim mogućnostima, HRP-1 je odmah bio korišten za transport tereta i osoblja. Iako je službeno spominjan kao HRP-1, ili Harp,  radi svog oblika je uskoro zaradio nadimak Leteća banana. Prvu spasilačku misiju HRP-1 je imao 15. kolovoza 1947. Slijedila je izgradnja još deset helikoptera od kojih je zadnji isporučen u 1949. godini. Svi su imali Pratt & Whitney R-1340-1-motor od 600KS.
Ratna mornarica SAD-a ukupno je naručila 20 HRP-1 što je isprva pokrivalo i potrebe Obalne straže i Korpusa mornaričkog pješaštva. Obalnoj straži naknadno su dostavljena još tri helikoptera s oznakom HRP-1G. Obalna straža naručila je u lipnju 1948. i pet poboljšanih PV-17 inačica (kao HRP-2). Svi HRP-2 helikopteri su korišteni za spašavanje. 
Devet HRP-1 helikoptera bili su okosnica prve eskadrile mornaričkog helikopterskog transporta a HMX-1 korišteni su u različitim vježbama osmišljenim za testiranje sposobnosti helikoptera za dostavu vojnika u borbenim operacijama.
Tijekom operacija HRP-1 je često imao razne tehničke probleme kao i probleme u održavanju. Učestali su bili lomovi u motoru, pucanje spojeva konstrukcije te odvajanje platna oplate koje je često tijekom leta završavalo u rotorima. Unatoč tim problema, relativni uspjeh dizajna Piasecki helikoptera s tandem-rotorima bio je prethodnik helikoptera Piasecki H-21.

## Inačice
PV-3 -prototip helikoptera s tandem-rotorom, pokretan s Wright R-975 klipnim motorom, jedan izgrađen.
XHRP-1 -vojna oznaka za još dva PV-3, jedan za statičko i jedan za letno ispitivanje.
HRP-1 - proizvodna inačica, izrađeno je 35 helikoptera, uključujući dva HRP-1G.
HRP-1G -tri HRP-1 za Obalnu stražu SAD-a.
HRP-2 -inačica s metalnom oplatom, pet izgrađenih.

## Tehničke karakteristike (HRP-2)
Izvori podataka: 
Osnovne karakteristike
- posada: 2
- kapacitet: osam putnika ili 907kg tereta ili šest nosila
- dužina: 16,46 m
- promjer rotora: 12,5 m
- visina: 4,52

Letne karakteristike
- najveća brzina: 169 km/h
- dolet: 483 km
- najveća visina leta: 2.600 m